# Cucullia hoenei
Cucullia hoenei är en fjärilsart som beskrevs av Charles Boursin 1942. Cucullia hoenei ingår i släktet Cucullia och familjen nattflyn. Inga underarter finns listade i Catalogue of Life.